# Mamnoon Hussain
Mamnoon Hussain (urdu: ممنون حسین‎; rođ. 23. prosinca 1940.) pakistanski je poduzetnik i od 9. rujna 2013. godine dvanaesti predsjednik Pakistana.
Hussain je kratkoročno bio guverner provincije Sind, sve do državnog udara 1999. godine. Nakon što je Pakistanska muslimanska liga (N) osigurala većinu u općim izborima 2013. godine, Hussain je 30. srpnja 2013. godine nominiran i izabran za dvanaestog predsjednika Pakistana. Tijekom neizravnih predsjedničkih izbora 2013. godine, Hussain je primio 432 od 704 glasa, u odnosu na svog protivnika Wajihuddina Ahmeda koji je primio 77 glasa. Hussain je preuzeo službu predsjednika od svog prethodnika, Asifa Zardarija, nakon inauguracije održane 9. rujna 2013. godine. Hussain održava slabo-ključni profil kao predsjednik i njegova je uloga rijetko viđena u narodnoj politici, iako je uključen u program iskorjenjivanja poliala.

## Osobni život
Mamnoon Hussain dolazi iz obitelji trgovaca obućom, a rođen je 23. prosinca 1940. godine u Agri. Njegova obitelj i on 1949. godine preselili su u Karachi nakon osamostaljenja Pakistana 1947. godine. Nakon završetka lokalne srednje škole, Hussain je upisao sveučilište u Karachiju gdje je studirao trgovinu. Nakon toga upisao je Institut menadžmenta u Karachiju gdje je 1965. godine stekao MBA. Isprva je poticao očevo poduzetništvo nakon čega je započeo vlastito poduzetništvo u tekstilnoj industriji.

## Politička karijera
Hussainovo zanimanje za nacionalnu politiku započelo je 1968. godine kada se pridružio Pakistanskoj muslimanskoj ligi (N), koju je tada vodio Nurul Amin. Hussain je 1968. godine postao tajnik odsjeka Pakistanske muslimanske lige u Karachiju. Godine 1993. službeno se pridružio PML-u koju je vodio Nawaz Sharif, te postao financijski tajnik PML-a u Sindu.
U lipnju 1999. godine postao je guverner provincije Sind, ali mandat mu je prekinuo državni udar 12. listopada 1999. godine. Nakon što je postao politički zatvorenik zbog suprotstavljanja totalitarnom režimu ondašnjeg vojnog diktatora, akreditiran je kao političar posvećen demokraciji.
Hussain je izabran za predsjednika Pakistana u predsjedničkim izborima 2013. godine kao glavni kandidat PML-a. Osvojio je 432 glasa u odnosu na svog jedinog protivnika, Wajihuddina Ahmeda, koji je osvojio 77 glasa. Inauguracija je održana 9. rujna 2013. godine u Aiwan-e-Sadru, a prisustvovali su joj glavni politički i vojni vođe iz Pakistana i drugih zemalja, te medijsko osoblje i bliska rodbina.

## Vanjske poveznice
- Službene stranice  Arhivirana inačica izvorne stranice od 5. srpnja 2008. (Wayback Machine)

### Ostali projekti
|  | Zajednički poslužitelj ima stranicu o temi Mamnoon Hussain |